# Dawny kościół i klasztor benedyktynek w Legnicy
Zespół poklasztorny benedyktynek w Legnicy – benedyktyński klasztor i kościół św. Maurycego w Legnicy.
Bolesław II Rogatka w roku 1277 ufundował klasztor dominikanów i kościół Świętego Krzyża. Zespół ten po pożarze w 1291 roku został odbudowany. W kościele znajdował się grób fundatora. W roku 1526 klasztor przejęły benedyktynki.
Zakonnice w latach 1700–1723 wzniosły na miejscu starego założenia zespół zachowany do dzisiaj, tj. klasztor i kościół św. Maurycego. Po sekularyzacji zakonu w roku 1810 klasztor zaadaptowano na szkołę, a kościół przebudowano, dzieląc go stropem na dwie kondygnacje. Do dzisiaj zespół ten, przebudowany gruntownie w roku 1888, zachował reprezentacyjny barokowy charakter.

Od 1967 r. w dawnych zabudowaniach klasztornych kształcą się uczniowie I Liceum Ogólnokształcącego im. Tadeusza Kościuszki.

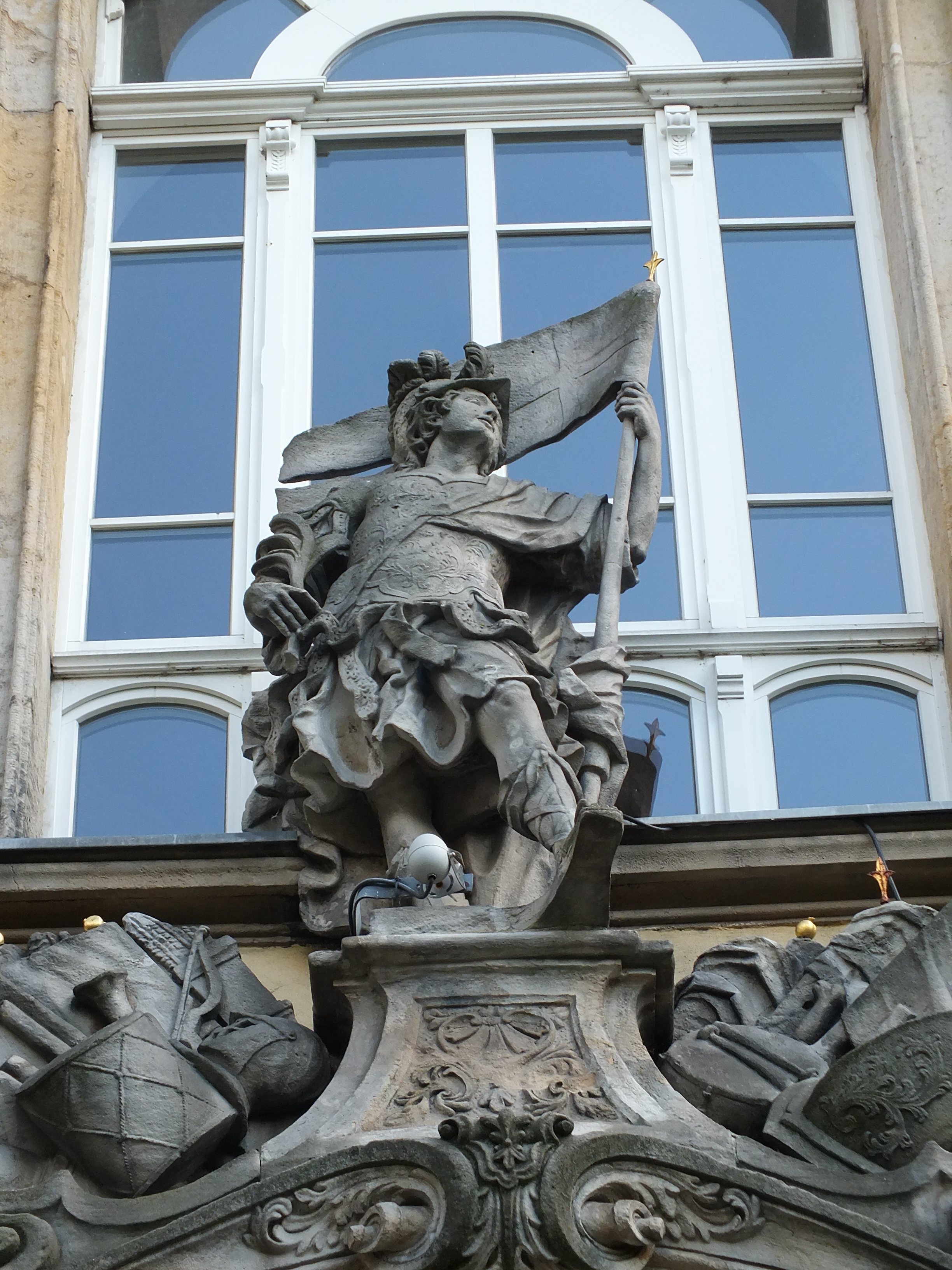
Figura św. Maurycego na fasadzie
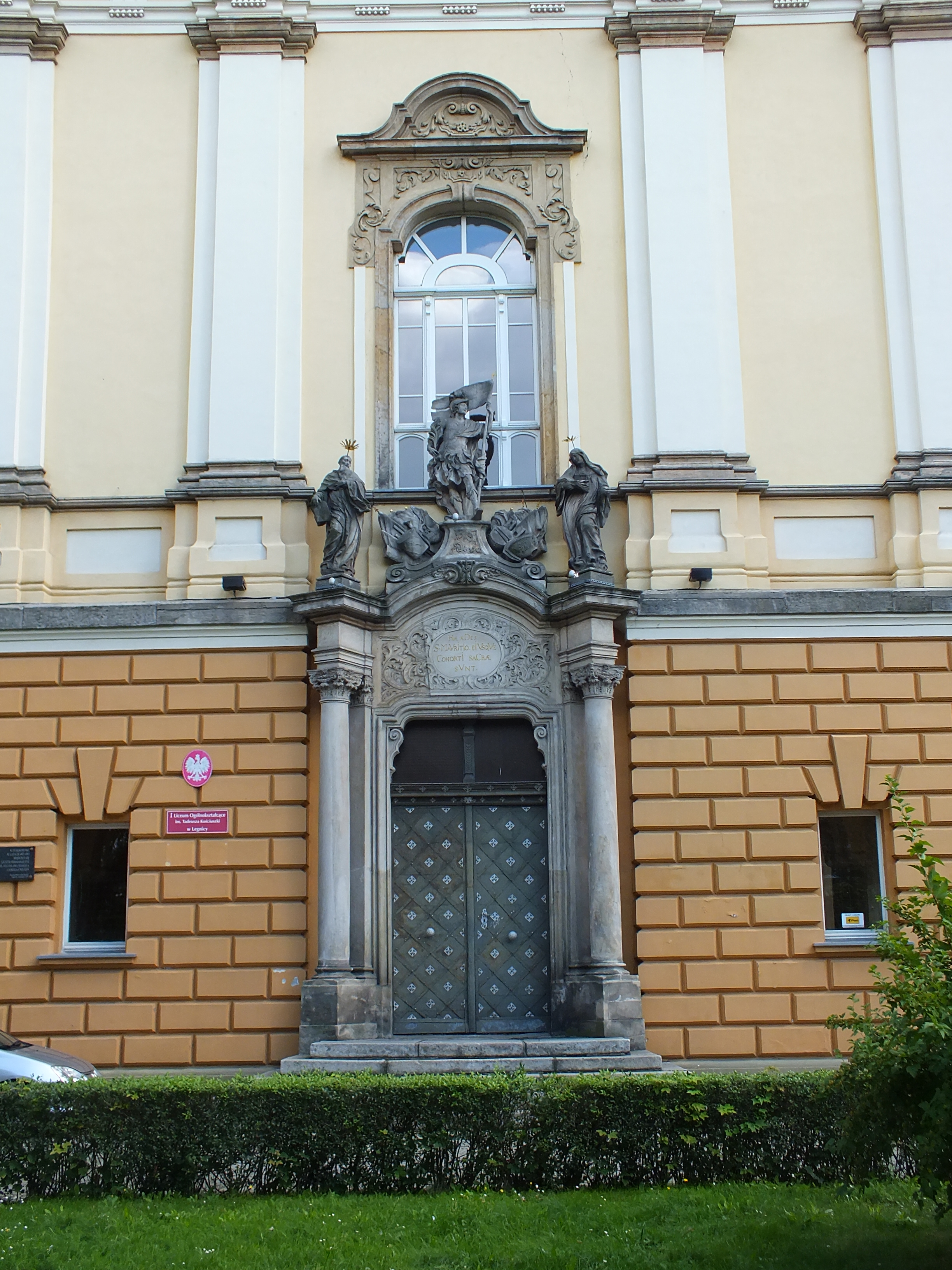
Portal wejściowy do kościoła
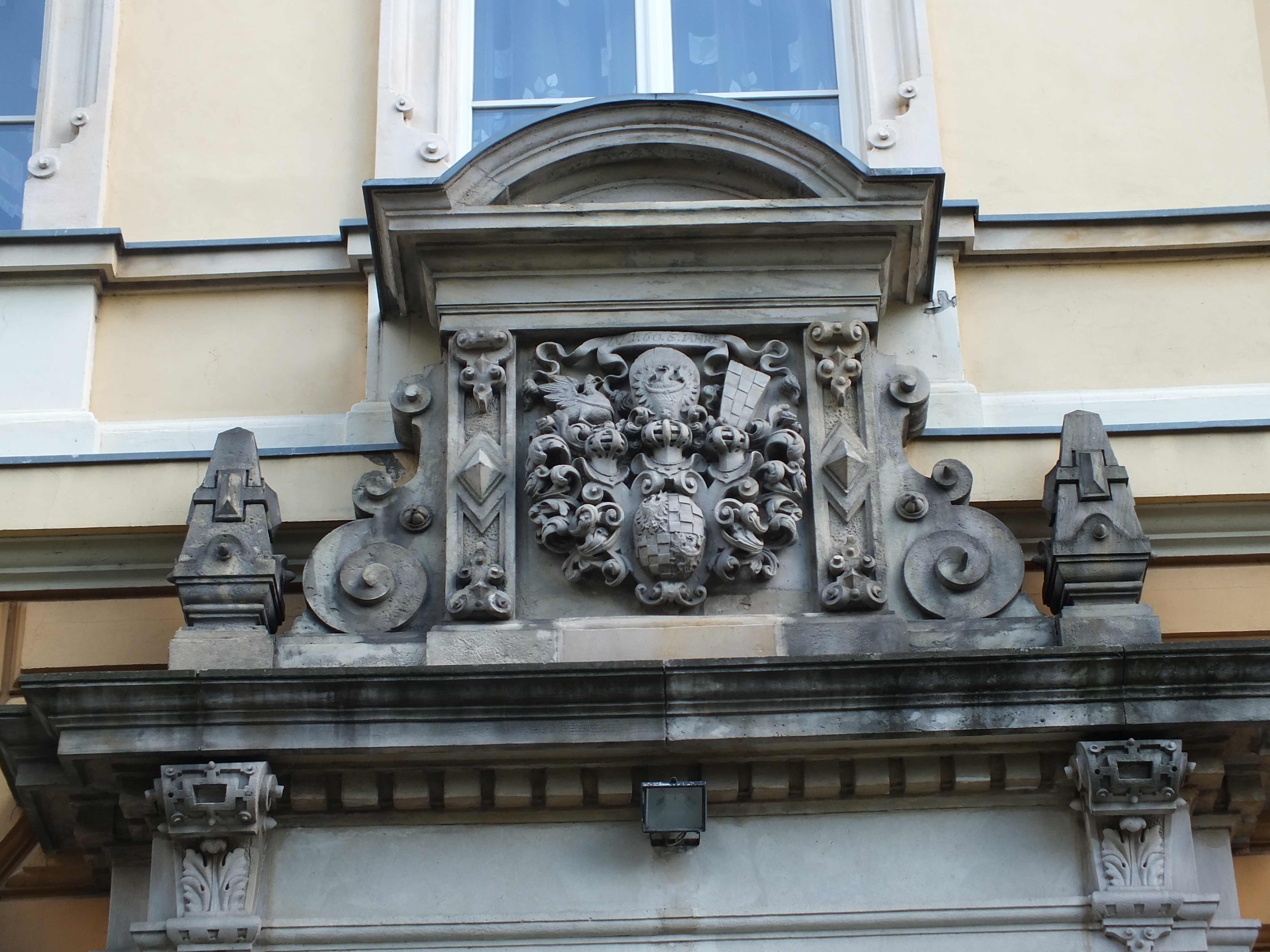
Kartusz herbowy
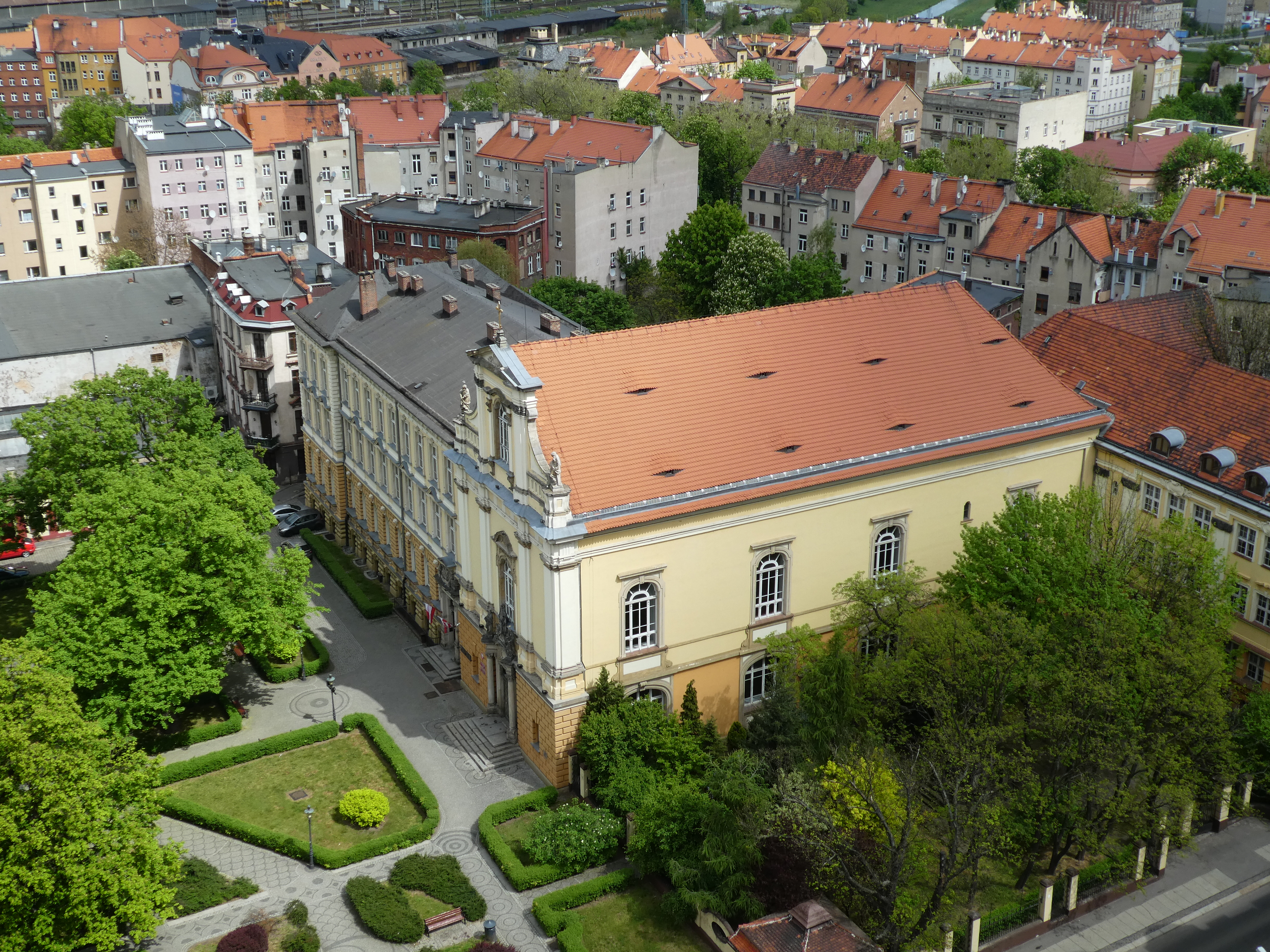
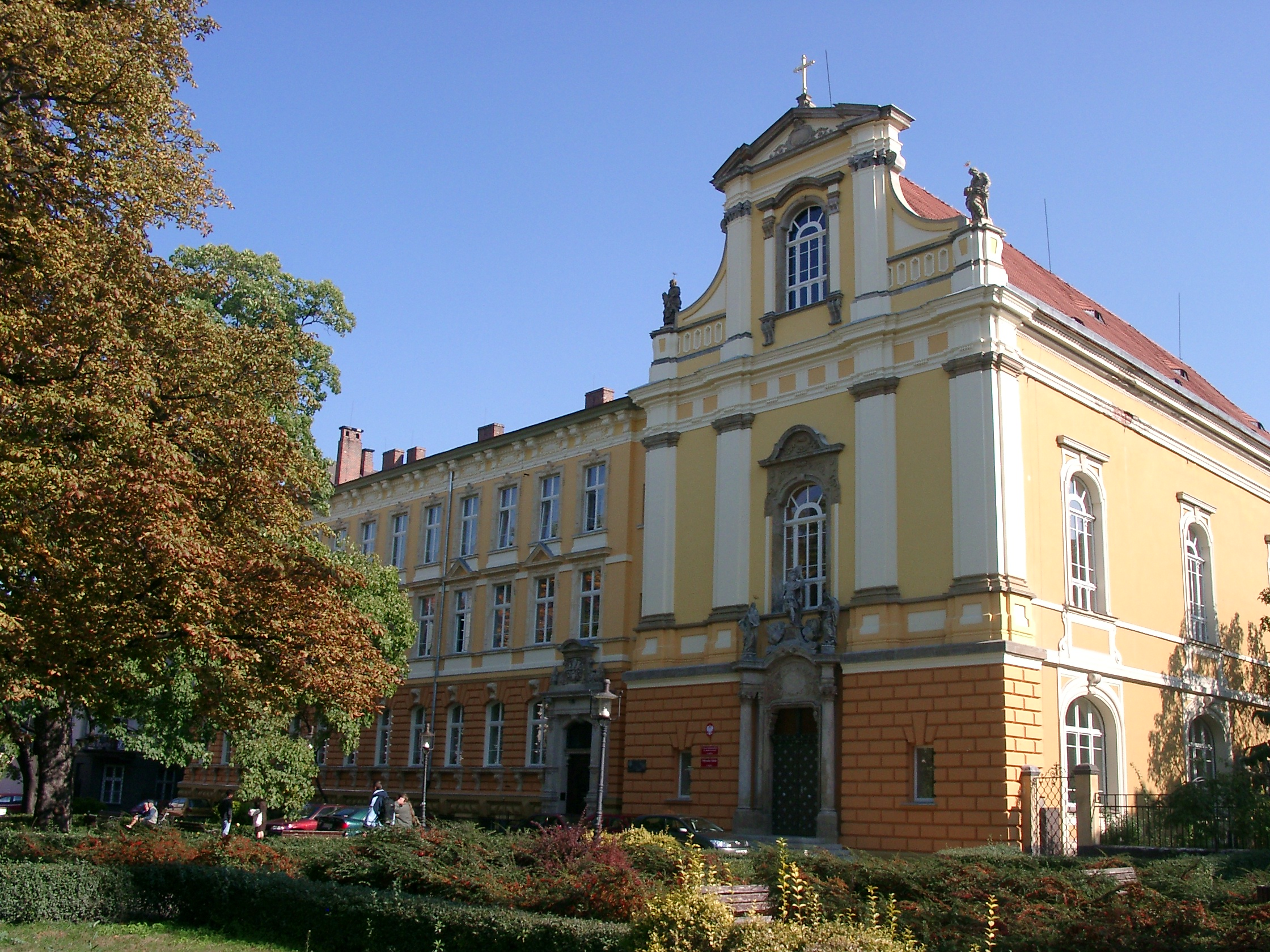